# Anuga rubristigma
Anuga rubristigma là một loài bướm đêm trong họ Noctuidae.